# Diario di un killer sentimentale
Diario di un killer sentimentale (in spagnolo Diario de un killer sentimental) è un romanzo di Luis Sepúlveda, pubblicato per la prima volta nel 1998.

## Trama
Un sicario con una lunga carriera alle spalle viene contattato a Madrid dal suo datore di lavoro per un nuovo incarico. Proprio quel giorno, però, la sua ragazza francese lo lascia dopo essere stati tre anni insieme. Lei si è innamorata in Messico, dove era stata mandata dal fidanzato per stare lontana durante l'ennesimo omicidio. Forse per il suo turbamento emotivo, il killer si interessa più del dovuto alla persona che deve eliminare.
Víctor Mujica, il suo obiettivo, si trova ad Istanbul per un convegno di organizzazioni non governative. Il killer lo pedina ma commette l'errore di attaccare un agente americano in borghese nell'albergo di Mujica. Rischia anche la vita nel bazar della città turca, dove due turchi tentano di ucciderlo: i due però vengono uccisi proprio dall'obiettivo del killer. Mujica scopre così che dovrà essere ucciso, per stessa ammissione dell'assassino.
Uscendo allo scoperto, il killer si è condannato alla pensione. L'"uomo degli incarichi" lo incontra a Parigi e lo saluta per l'ultima volta, dicendogli di portare a termine l'incarico e ritirarsi. Inoltre, gli spiega che l'uomo che deve uccidere è un trafficante di droga che ha dato fastidio al mercato statunitense. Il killer parte per Città del Messico e dopo aver aspettato una giornata intera sotto la sede dell'organizzazione di Mujica, entra e lo trova in compagnia della sua ex fidanzata. L'amore che prova per lei passa in secondo piano rispetto alla professionalità: il killer uccide entrambi e fa esplodere il palazzo con una fuga di gas.

## Critica
Si tratta di un romanzo breve, scritto con uno stile veloce, secco ed essenziale. La critica ne ha risaltato il carattere di brevità «fulminante» e l'ha messo in parallelo con Un nome da torero, altro romanzo dell'autore cileno. Altri hanno definito il romanzo «prevedibile».

## Riduzioni per il teatro
Il testo è stato messo in scena da Gianpiero Borgia e Daniele Nuccetelli al Fringe Festival di Edimburgo nel 2010 e al Festival di Praga a partire dal 27 maggio 2011. Lo spettacolo è stato prodotto dalla compagnia teatrale pugliese Teatro dei Borgia.

## Edizioni
- Luis Sepúlveda, Diario di un killer sentimentale, traduzione di Ilide Carmignani, Guanda, 1998,  pp. 73, cap. 6, ISBN 88-7746-985-4.